# Saint-Pair-sur-Mer
 Saint-Pair-sur-Mer  es una población y comuna francesa, situada en la región de Baja Normandía, departamento de Mancha, en el distrito de Avranches y cantón de Granville.

## Demografía
| 1938 | 1835 | 2070 | 2540 | 3114 | 3616 |
| Para los censos de 1962 a 1999 la población legal corresponde a la población sin duplicidades (Fuente: INSEE [Consultar]) |      |      |      |      |      |